# آرتم دزوبا
آرتم سرگِیِویچ دزوبا (روسی: Артём Сергеевич Дзюба؛ زادهٔ ۲۲ اوت ۱۹۸۸) بازیکن فوتبال اهل روسیه است.
از باشگاه‌هایی که در آن بازی کرده‌است، می‌توان به اسپارتاک مسکو، روستوف و زنیت سن پترزبورگ اشاره کرد.
وی همچنین در تیم ملی فوتبال روسیه بازی کرده‌است. که زنیت سن پترزبورگ در لیگ برتر فوتبال روسیه بازی می‌کند. و همچنین در تیم ملی فوتبال روسیه نیز توپ می‌زند.

## گلهای ملی
|    | تاریخ          | میزبان                         | رقیب          | زده | پایانی | رقابت                           |
| -- | -------------- | ------------------------------ | ------------- | --- | ------ | ------------------------------- |
| ۱  | ۸ سپتامبر ۲۰۱۴ | ورزشگاه آرنا خیمکی, خیمکی      | لیختن‌اشتاین   | ۰-۴ | ۰-۴    | مقدماتی جام ملت‌های اروپا ۲۰۱۶   |
| ۲  | ۱۲ اکتبر ۲۰۱۴  | ورزشگاه اوتکریتیه آرنا, مسکو   | مولدووا       | ۰-۱ | ۱-۱    | مقدماتی جام ملت‌های اروپا ۲۰۱۶   |
| ۳  | ۵ سپتامبر ۲۰۱۵ | ورزشگاه اوتکریتیه آرنا, مسکو   | سوئد          | ۰-۱ | ۰-۱    | مقدماتی جام ملت‌های اروپا ۲۰۱۶   |
| ۴  | ۸ سپتامبر ۲۰۱۵ | ورزشگاه راین پارک, فادوتس      | لیختن‌اشتاین   | ۰-۱ | ۰-۷    | مقدماتی جام ملت‌های اروپا ۲۰۱۶   |
| ۵  | ۸ سپتامبر ۲۰۱۵ | ورزشگاه راین پارک, فادوتس      | لیختن‌اشتاین   | ۰-۳ | ۰-۷    | مقدماتی جام ملت‌های اروپا ۲۰۱۶   |
| ۶  | ۸ سپتامبر ۲۰۱۵ | ورزشگاه راین پارک, فادوتس      | لیختن‌اشتاین   | ۰-۴ | ۰-۷    | مقدماتی جام ملت‌های اروپا ۲۰۱۶   |
| ۷  | ۸ سپتامبر ۲۰۱۵ | ورزشگاه راین پارک, فادوتس      | لیختن‌اشتاین   | ۰-۷ | ۰-۷    | مقدماتی جام ملت‌های اروپا ۲۰۱۶   |
| ۸  | ۹ اکتبر ۲۰۱۵   | ورزشگاه زیمبرو, کیشیناو        | مولدووا       | ۰-۲ | ۱-۲    | مقدماتی جام ملت‌های اروپا ۲۰۱۶   |
| ۹  | ۵ ژوئن ۲۰۱۶    | ورزشگاه لویی دوم, فونوی        | صربستان       | ۰-۱ | ۱-۱    | دوستانه                         |
| ۱۰ | ۹ اکتبر ۲۰۱۶   | ورزشگاه کراسنودار, کراسنودار   | کاستاریکا     | ۳-۲ | ۴-۳    | دوستانه                         |
| ۱۱ | ۹ اکتبر ۲۰۱۶   | ورزشگاه کراسنودار, کراسنودار   | کاستاریکا     | ۳-۳ | ۴-۳    | دوستانه                         |
| ۱۲ | ۱۴ ژوئن ۲۰۱۸   | ورزشگاه لوژنیکی, مسکو          | عربستان سعودی | ۰-۳ | ۰-۵    | جام جهانی ۲۰۱۸                  |
| ۱۳ | ۱۹ ژوئن ۲۰۱۸   | ورزشگاه کرستوفسکی, سن پترزبورگ | مصر           | ۰-۳ | ۱-۳    | جام جهانی ۲۰۱۸                  |
| ۱۴ | ۱ جولای ۲۰۱۸   | ورزشگاه لوژنیکی, مسکو          | اسپانیا       | ۱-۱ | ۱-۱    | جام جهانی ۲۰۱۸                  |
| ۱۵ | ۷ سپتامبر ۲۰۱۸ | ورزشگاه شنول گونش, طرابزون     | ترکیه         | ۱-۲ | ۱-۲    | لیگ ملت‌های اروپا ۱۹-۲۰۱۸ گروه B |
| ۱۶ | ۲۴ مارس ۲۰۱۹   | ورزشگاه آستانه آرنا, آستانه    | قزاقستان      | ۰-۳ | ۰-۴    | مقدماتی جام ملت‌های اروپا ۲۰۲۰   |
| ۱۷ | ۸ ژوئن ۲۰۱۹    | ورزشگاه موردوویا آرنا, سارانسک | سان مارینو    | ۰-۲ | ۰-۹    | مقدماتی جام ملت‌های اروپا ۲۰۲۰   |
| ۱۸ | ۸ ژوئن ۲۰۱۹    | ورزشگاه موردوویا آرنا, سارانسک | سان مارینو    | ۰-۵ | ۰-۹    | مقدماتی جام ملت‌های اروپا ۲۰۲۰   |
| ۱۹ | ۸ ژوئن ۲۰۱۹    | ورزشگاه موردوویا آرنا, سارانسک | سان مارینو    | ۰-۶ | ۰-۹    | مقدماتی جام ملت‌های اروپا ۲۰۲۰   |
| ۲۰ | ۸ ژوئن ۲۰۱۹    | ورزشگاه موردوویا آرنا, سارانسک | سان مارینو    | ۰-۹ | ۰-۹    | مقدماتی جام ملت‌های اروپا ۲۰۲۰   |
| ۲۱ | ۶ سپتامبر ۲۰۱۹ | ورزشگاه همپدن پارک, گلاسکو     | اسکاتلند      | ۱-۱ | ۱-۲    | مقدماتی جام ملت‌های اروپا ۲۰۲۰   |
| ۲۲ | ۱۰ اکتبر ۲۰۱۹  | ورزشگاه لوژنیکی, مسکو          | اسکاتلند      | ۰-۱ | ۰-۴    | مقدماتی جام ملت‌های اروپا ۲۰۲۰   |
| ۲۳ | ۱۰ اکتبر ۲۰۱۹  | ورزشگاه لوژنیکی, مسکو          | اسکاتلند      | ۰-۳ | ۰-۴    | مقدماتی جام ملت‌های اروپا ۲۰۲۰   |
| ۲۴ | ۱۳ اکتبر ۲۰۱۹  | ورزشگاه جی‌اس‌پی,نیکوزیا         | قبرس          | ۰-۳ | ۰-۵    | مقدماتی جام ملت‌های اروپا ۲۰۲۰   |
| ۲۵ | ۳ سپتامبر ۲۰۲۰ | ورزشگاه وی تی بی آرنا, مسکو    | صربستان       | ۰-۱ | ۱-۳    | لیگ ملت‌های اروپا ۲۱-۲۰۲۰        |
| ۲۶ | ۳ سپتامبر ۲۰۲۰ | ورزشگاه وی تی بی آرنا, مسکو    | صربستان       | ۱-۳ | ۱-۳    | لیگ ملت‌های اروپا ۲۱-۲۰۲۰        |
| ۲۷ | ۲۴ مارس ۲۰۲۱   | ورزشگاه ملی تاکالی, تاکالی     | مالت          | ۰-۱ | ۱-۳    | مقدماتی جام جهانی ۲۰۲۲          |
| ۲۸ | ۲۷ مارس ۲۰۲۱   | ورزشگاه المپیک فیشت, سوچی      | اسلوونی       | ۰-۱ | ۱-۲    | مقدماتی جام جهانی ۲۰۲۲          |
| ۲۹ | ۲۷ مارس ۲۰۲۱   | ورزشگاه المپیک فیشت, سوچی      | اسلوونی       | ۰-۲ | ۱-۲    | مقدماتی جام جهانی ۲۰۲۲          |
| ۳۰ | ۲۱ ژوئن ۲۰۲۱   | ورزشگاه پارکن, کپنهاگ          | دانمارک       | ۲-۱ | ۴-۱    | جام ملت‌های اروپا ۲۰۲۰           |

## افتخارات
روستوف
- جام حذفی فوتبال روسیه ۲۰۱۴–۲۰۱۳

زنیت سن پترزبورگ
- لیگ برتر روسیه ۲۰۱۸–۲۰۱۹، ۲۰۱۹–۲۰۲۰، ۲۰۲۰–۲۰۲۱
- جام حذفی فوتبال روسیه ۲۰۱۴، ۲۰۱۶، ۲۰۲۰
- سوپرجام روسیه ۲۰۱۵، ۲۰۱۶، ۲۰۲۰

افتخارات شخصی
- آقای گل لیگ برتر روسیه: ۲۰۲۰–۲۰۱۹، ۲۰۲۱–۲۰۲۰
- فوتبالیست سال روسیه: ۲۰۱۸